# Katja Poensgen
Katja Poensgen   (Mindelheim, 23 de setembre de 1976) és una antiga pilot professional de motociclisme alemanya. Va ser la primera dona a classificar-se per a un Gran Premi de 250cc. El 2011 va ser nomenada FIM Legend per la seva carrera pionera en el motociclisme femení.

## Trajectòria esportiva
Poensgen és filla de l'importador de les motocicletes Suzuki a Alemanya. Va començar a anar en moto a quatre anys i va debutar en competició el 1993 tot prenent part a l'"ADACJunior Cup". El 1995 va pilotar una Suzuki RGV250 amb la qual va esdevenir la primera dona a guanyar aquest campionat alemany. Aquell mateix any va guanyar el campionat europeu de "Supermono" amb una Suzuki DR650. El 1996 va competir al campionat d'Alemanya de 125cc i l'any següent al de Supersport.
El 1998, Poensgen va debutar en competició internacional a la ronda alemanya del Campionat del Món de Supersport, celebrada a Nürburgring, amb una Suzuki GSX-R600 i va acabar-hi en vintè lloc. El 1999 va competir al Campionat d'Europa de Superstock 1000 amb una Suzuki GSX 750 R. L'any 2000 va córrer per a l'Alstare Corona Suzuki Team en el mateix campionat, acabant la temporada en sisena posició. Durant la temporada va marcar la volta ràpida dues vegades i va aconseguir un segon lloc al circuit de Misano.
El 2001, Poensgen va passar a la classe de 250cc del Campionat del Món de motociclisme i va esdevenir així la tercera dona a la història dels Grans Premis de motociclisme després de Taru Rinne i Tomoko Igata. Va començar la temporada amb una Aprilia RSV 250, però va canviar la moto a mitja temporada per una Honda RS250R de l'equip Hardwick Racing. El 8 d'abril de 2001, al Gran Premi del Japó, Poensgen va esdevenir la primera competidora femenina a classificar-se per a un Gran Premi de 250cc. El 2002 va competir només al campionat de Superstock 1000 d'Alemanya i el 2003 va tornar als Grans Premis, aquesta vegada sense aconseguir-hi punts.
El 2004 va treballar de comentarista a la televisió alemanya.